# Hotel Galileo
Hotel Galileo é um antigo hotel localizado na região central da cidade de Corumbá, Mato Grosso do Sul.
Foi construído em 1907 pelo arquiteto italiano Fernando Mármore e possui estilo eclético variando entre o neoclássico e art-noveau. Tombado pelo Patrimônio Histórico Nacional, o imóvel compõe o conjunto arquitetônico localizado na Avenida General Rondon, com vista privilegiada para o rio Paraguai e o Pantanal. O hotel tem uma área construída de aproximadamente mil metros quadrados, incluindo o anexo situado na Rua Frei Mariano, que também foi um hotel (Internacional). Seus registros de hóspedes incluem nomes ilustres como os ex-presidentes Getulio Vargas e Franklin Roosevelt, então presidente dos EUA. 
Foi desativado no início dos anos 1980 e a partir daí se tornou um bar.